# Poa megalothyrsa
Poa megalothyrsa är en gräsart som beskrevs av Yi Li Keng och Nikolai Nikolaievich Tzvelev. Poa megalothyrsa ingår i släktet gröen, och familjen gräs.
Artens utbredningsområde är Sichuan (Kina). Inga underarter finns listade i Catalogue of Life.